# Chantonnay (tổng)
Tổng Chantonnay là một tổng, nằm ở tỉnh la Vendée trong vùng Pays de la Loire.

## Các xã
Tổng Chantonnay bao gồm các xã sau:
- Chantonnay (thủ phủ): 7 794 người (2005)
- Bournezeau: 2 853 người (2003)
- Rochetrejoux: 756 người (2003)
- Saint-Germain-de-Prinçay: 1 405 người (2004)
- Saint-Hilaire-le-Vouhis: 842 người (2005)
- Saint-Prouant: 1 322 người (2003)
- Saint-Vincent-Sterlanges: 637 người (2005)
- Sigournais: 830 người (2003)